# Selección de fútbol de Malaui
La selección de fútbol de Malaui es el equipo representativo del país en las competiciones oficiales. Es dirigida por la Asociación de Fútbol de Malaui, perteneciente a la Confederación Africana de Fútbol.
Malaui nunca ha participado en la Copa Mundial de Fútbol, ni en los Juegos Olímpicos. En 1984 participó por primera en la Copa Africana de Naciones, siendo eliminada en la primera fase, al igual que en 2010.

## Historia
Malaui se clasificó por primera vez para una Copa Africana de Naciones en 1984, cuando solo ocho equipos compitieron en el torneo en Costa de Marfil. Después de una derrota por 3-0 contra Argelia, participantes de la Copa Mundial de Fútbol de 1982 y 1986, Malaui empató 2-2 en el segundo partido contra los eventuales finalistas Nigeria. Con una derrota por 0-1 contra Ghana, Malaui terminó la fase de grupos con 1 punto en la parte inferior de la tabla y fue eliminado del torneo.
Después de 26 años, Malaui volvió a participar en una Copa Africana de Naciones en 2010. El equipo se benefició del hecho de que la ronda de eliminación continental para la Copa Mundial de Fútbol de 2010 también sirvió como ronda de clasificación para AFCON. En los partidos de la fase de grupos de la tercera ronda, Malaui, tercer lugar detrás de Costa de Marfil y Burkina Faso y con un récord de solo cuatro puntos y 4-11 de diferencia de goles, fue suficiente para llegar a la fase final continental.
En el torneo de Angola, el equipo de Kinnah Phiri causó una gran sorpresa. En el primer partido de la fase de grupos, Malaui derrotó a Argelia, que se había clasificado para la Copa del Mundo, por 3-0. Uno de los goleadores fue el delantero Russel Mwafulirwa, que en ese momento estaba bajo contrato con el club sueco de primera división IFK Norrköping y, por lo tanto, era uno de los dos únicos jugadores en el equipo de 23 hombres activos en Europa. Malaui perdió el segundo juego contra los anfitriones Angola, 2-0.
Para que Malaui alcanzara los cuartos de final por primera vez, hubiera bastado con un empate en el último partido de la fase de grupos. Sin embargo, el equipo perdió 3-1 ante Malí. Después de solo tres minutos, los malauíes perdían 2-0, un gol de Mwafulirwa no hizo nada para evitar la eliminación del equipo.

## Uniformes

### Titular
| 2022 |

### Alternativo
| 2022 |

### Tercero
| 2022 |

## Últimos partidos y próximos encuentros
Actualizado al último partido jugado el 6 de julio de 2025
| Fecha      | Ciudad       | Local     | Resultado | Visitante    | Competición                            |
| ---------- | ------------ | --------- | --------- | ------------ | -------------------------------------- |
| 14-11-2024 | Abiyán       | Burundi   | 0:0       | Malaui       | Clas. Copa Africana de Naciones 2025   |
| 18-11-2024 | Lilongüe     | Malaui    | 3:0       | Burkina Faso | Clas. Copa Africana de Naciones 2025   |
| 02-03-2025 | Lilongüe     | Comoras   | 0:2       | Malawi       | Clasificación Campeonato Africano 2025 |
| 08-03-2025 | Lilongüe     | Malawi    | 2:0       | Comoras      | Clasificación Campeonato Africano 2025 |
| 20-03-2025 | Lilongüe     | Malawi    | 0:1       | Namibia      | Clasificación Copa Mundial 2026        |
| 24-03-2025 | Radès        | Túnez     | 2:0       | Malawi       | Clasificación Copa Mundial 2026        |
| 03-05-2025 | Lilongüe     | Malawi    | 1:0       | Sudáfrica    | Clasificación Campeonato Africano 2025 |
| 09-05-2025 | Pretoria     | Sudáfrica | 2:0       | Malawi       | Clasificación Campeonato Africano 2025 |
| 05-06-2025 | Bloemfontein | Lesoto    | 1:0       | Malaui       | Copa COSAFA 2025                       |
| 08-06-2025 | Bloemfontein | Malaui    | 0:0       | Namibia      | Copa COSAFA 2025                       |
| 10-06-2025 | Bloemfontein | Angola    | 1:0       | Malaui       | Copa COSAFA 2025                       |
| 06-07-2025 | Lilongüe     | Malaui    | 1:1       | Botsuana     | Partido amistoso                       |

## Jugadores

### Última convocatoria
| No. | Pos. | Jugador           | Fecha de nacimiento (edad)         | Apa. | Goles | Club                 |
| --- | ---- | ----------------- | ---------------------------------- | ---- | ----- | -------------------- |
| 16  | POR  | Ernest Kakhobwe   | 26 de junio de 1993 (32 años)      | 27   | 0     | Big Bullets          |
| 23  | POR  | William Thole     | 2 de octubre de 1998 (26 años)     | 5    | 0     | Mighty Wanderers     |
| 1   | POR  | Charles Thomu     | 24 de enero de 1999 (26 años)      | 2    | 0     | Silver Strikers      |
| 2   | DEF  | Stanley Sanudi    | 2 de febrero de 1995 (30 años)     | 67   | 0     | Mighty Wanderers     |
| 19  | DEF  | Limbikani Mzava   | 12 de noviembre de 1993 (31 años)  | 64   | 2     | AmaZulu              |
| 5   | DEF  | Dennis Chembezi   | 15 de enero de 1997 (28 años)      | 30   | 0     | Polokwane City       |
| 6   | DEF  | Gomezgani Chirwa  | 25 de septiembre de 1996 (28 años) | 19   | 0     | Big Bullets          |
| 12  | DEF  | Mark Fodya        | 22 de diciembre de 1997 (27 años)  | 5    | 0     | Silver Strikers      |
| 15  | DEF  | Lawrence Chaziya  | 19 de agosto de 1998 (26 años)     | 4    | 0     | Civil Service United |
| 17  | MED  | John Banda        | 6 de febrero de 1992 (33 años)     | 80   | 7     | Songo                |
| 7   | MED  | Micium Mhone      | 19 de enero de 1992 (33 años)      | 50   | 4     | Blue Eagles          |
| 21  | MED  | Chikoti Chirwa    | 9 de marzo de 1992 (33 años)       | 29   | 2     | Kamuzu Barracks      |
| 8   | MED  | Chimwemwe Idana   | 7 de septiembre de 1998 (26 años)  | 31   | 0     | Big Bullets          |
| 3   | MED  | Charles Petro     | 8 de febrero de 2001 (24 años)     | 25   | 0     | Botoșani             |
| 11  | DEL  | Gabadinho Mhango  | 27 de septiembre de 1992 (32 años) | 61   | 15    | Orlando Pirates      |
| 14  | DEL  | Robin Ngalande    | 2 de noviembre de 1992 (32 años)   | 46   | 2     | Saint George         |
| 9   | DEL  | Richard Mbulu     | 25 de enero de 1994 (31 años)      | 38   | 5     | Baroka               |
| 20  | DEL  | Yamikani Chester  | 20 de diciembre de 1994 (30 años)  | 32   | 0     | Mighty Wanderers     |
| 22  | DEL  | Khuda Muyaba      | 26 de diciembre de 1993 (31 años)  | 22   | 4     | Polokwane City       |
| 13  | DEL  | Peter Banda       | 22 de septiembre de 2000 (24 años) | 18   | 0     | Simba                |
| 10  | DEL  | Francisco Madinga | 11 de febrero de 2000 (25 años)    | 11   | 0     | Dila Gori            |
| 18  | DEL  | Zebron Kalima     | 13 de mayo de 2002 (23 años)       | 2    | 0     | Silver Strikers      |

## Entrenadores
- Hydri Kondwani[3]
- George Curtis[3]
- Wander Moreira (~1975–1977)[3][4]
- Ted Powell (1977–1983)[5]
- Henry Moyo (1983–1984)[6]
- Danny McLennan (1984)[7]
- Jack Chamangwana (1998–1999)[8][9]
- Young Chimodzi (1999–2000)[9]
- Kim Splidsboel (2000–2002)[10][11]
- Allan Gillet (2003)[11][12]
- Edington Ng'onamo (interino- 2003–2004)[12]
- John Kaputa (2004)
- Yassin Osman (2004–2005)[13]
- Michael Hennigan (interino- 2005)[14]
- Burkhard Ziese (2005–2006)[15]
- Kinnah Phiri (interino- 2006–2007)
- Stephen Constantine (2007–2008)[16][17]
- Kinnah Phiri (2008–2013)[18]
- Edington Ng'onamo (interino- 2013)[19]
- Tom Saintfiet (interino- 2013)[19]
- Young Chimodzi (2014–2015)[20][21]
- Ernest Mtawali (interino- 2015–2016)[21]
- Ramadhan Nsazurwimo (interino- 2016)[22][23]
- Ronny Van Geneugden (2017–2019)[24][25]
- Meke Mwase  (interino- 2019–?/?–2021)
- Mario Marinică (2021–2023)
- Callisto Pasuwa (interino-2023)
- Patrick Mabedi (2023-2024)
- Callisto Pasuwa (2024-)

## Estadísticas

### Copa Mundial de Fútbol
| Copa Mundial de Fútbol | Copa Mundial de Fútbol  | Copa Mundial de Fútbol  | Copa Mundial de Fútbol  | Copa Mundial de Fútbol  | Copa Mundial de Fútbol  | Copa Mundial de Fútbol  | Copa Mundial de Fútbol  |
| Año                    | Ronda                   | J                       | G                       | E                       | P                       | GF                      | GC                      |
| ---------------------- | ----------------------- | ----------------------- | ----------------------- | ----------------------- | ----------------------- | ----------------------- | ----------------------- |
| 1930 - 1954            | No existía la selección | No existía la selección | No existía la selección | No existía la selección | No existía la selección | No existía la selección | No existía la selección |
| 1958 - 1974            | No participó            | No participó            | No participó            | No participó            | No participó            | No participó            | No participó            |
| 1978                   | No clasificó            | No clasificó            | No clasificó            | No clasificó            | No clasificó            | No clasificó            | No clasificó            |
| 1982                   | No clasificó            | No clasificó            | No clasificó            | No clasificó            | No clasificó            | No clasificó            | No clasificó            |
| 1986                   | No clasificó            | No clasificó            | No clasificó            | No clasificó            | No clasificó            | No clasificó            | No clasificó            |
| 1990                   | No clasificó            | No clasificó            | No clasificó            | No clasificó            | No clasificó            | No clasificó            | No clasificó            |
| 1994                   | Se retiró               | Se retiró               | Se retiró               | Se retiró               | Se retiró               | Se retiró               | Se retiró               |
| 1998                   | No clasificó            | No clasificó            | No clasificó            | No clasificó            | No clasificó            | No clasificó            | No clasificó            |
| 2002                   | No clasificó            | No clasificó            | No clasificó            | No clasificó            | No clasificó            | No clasificó            | No clasificó            |
| 2006                   | No clasificó            | No clasificó            | No clasificó            | No clasificó            | No clasificó            | No clasificó            | No clasificó            |
| 2010                   | No clasificó            | No clasificó            | No clasificó            | No clasificó            | No clasificó            | No clasificó            | No clasificó            |
| 2014                   | No clasificó            | No clasificó            | No clasificó            | No clasificó            | No clasificó            | No clasificó            | No clasificó            |
| 2018                   | No clasificó            | No clasificó            | No clasificó            | No clasificó            | No clasificó            | No clasificó            | No clasificó            |
| 2022                   | No clasificó            | No clasificó            | No clasificó            | No clasificó            | No clasificó            | No clasificó            | No clasificó            |
| 2026                   | Por disputarse          | Por disputarse          | Por disputarse          | Por disputarse          | Por disputarse          | Por disputarse          | Por disputarse          |
| 2030                   | Por disputarse          | Por disputarse          | Por disputarse          | Por disputarse          | Por disputarse          | Por disputarse          | Por disputarse          |
| 2034                   | Por disputarse          | Por disputarse          | Por disputarse          | Por disputarse          | Por disputarse          | Por disputarse          | Por disputarse          |
| Total                  | 0/22                    | -                       | -                       | -                       | -                       | -                       | -                       |

### Copa Africana de Naciones
| Copa Africana de Naciones | Copa Africana de Naciones | Copa Africana de Naciones | Copa Africana de Naciones | Copa Africana de Naciones | Copa Africana de Naciones | Copa Africana de Naciones | Copa Africana de Naciones |
| Año                       | Ronda                     | J                         | G                         | E                         | P                         | GF                        | GC                        |
| ------------------------- | ------------------------- | ------------------------- | ------------------------- | ------------------------- | ------------------------- | ------------------------- | ------------------------- |
| 1957 - 1974               | No participó              | No participó              | No participó              | No participó              | No participó              | No participó              | No participó              |
| 1976                      | No clasificó              | No clasificó              | No clasificó              | No clasificó              | No clasificó              | No clasificó              | No clasificó              |
| 1978                      | No clasificó              | No clasificó              | No clasificó              | No clasificó              | No clasificó              | No clasificó              | No clasificó              |
| 1980                      | No clasificó              | No clasificó              | No clasificó              | No clasificó              | No clasificó              | No clasificó              | No clasificó              |
| 1982                      | No clasificó              | No clasificó              | No clasificó              | No clasificó              | No clasificó              | No clasificó              | No clasificó              |
| 1984                      | Fase de grupos            | 3                         | 0                         | 1                         | 2                         | 2                         | 6                         |
| 1986                      | No clasificó              | No clasificó              | No clasificó              | No clasificó              | No clasificó              | No clasificó              | No clasificó              |
| 1988                      | No clasificó              | No clasificó              | No clasificó              | No clasificó              | No clasificó              | No clasificó              | No clasificó              |
| 1990                      | No clasificó              | No clasificó              | No clasificó              | No clasificó              | No clasificó              | No clasificó              | No clasificó              |
| 1992                      | No clasificó              | No clasificó              | No clasificó              | No clasificó              | No clasificó              | No clasificó              | No clasificó              |
| 1994                      | No clasificó              | No clasificó              | No clasificó              | No clasificó              | No clasificó              | No clasificó              | No clasificó              |
| 1996                      | No clasificó              | No clasificó              | No clasificó              | No clasificó              | No clasificó              | No clasificó              | No clasificó              |
| 1998                      | No clasificó              | No clasificó              | No clasificó              | No clasificó              | No clasificó              | No clasificó              | No clasificó              |
| 2000                      | No clasificó              | No clasificó              | No clasificó              | No clasificó              | No clasificó              | No clasificó              | No clasificó              |
| 2002                      | No clasificó              | No clasificó              | No clasificó              | No clasificó              | No clasificó              | No clasificó              | No clasificó              |
| 2004                      | No clasificó              | No clasificó              | No clasificó              | No clasificó              | No clasificó              | No clasificó              | No clasificó              |
| 2006                      | No clasificó              | No clasificó              | No clasificó              | No clasificó              | No clasificó              | No clasificó              | No clasificó              |
| 2008                      | No clasificó              | No clasificó              | No clasificó              | No clasificó              | No clasificó              | No clasificó              | No clasificó              |
| 2010                      | Fase de grupos            | 3                         | 1                         | 0                         | 2                         | 4                         | 5                         |
| 2012                      | No clasificó              | No clasificó              | No clasificó              | No clasificó              | No clasificó              | No clasificó              | No clasificó              |
| 2013                      | No clasificó              | No clasificó              | No clasificó              | No clasificó              | No clasificó              | No clasificó              | No clasificó              |
| 2015                      | No clasificó              | No clasificó              | No clasificó              | No clasificó              | No clasificó              | No clasificó              | No clasificó              |
| 2017                      | No clasificó              | No clasificó              | No clasificó              | No clasificó              | No clasificó              | No clasificó              | No clasificó              |
| 2019                      | No clasificó              | No clasificó              | No clasificó              | No clasificó              | No clasificó              | No clasificó              | No clasificó              |
| 2021                      | Octavos de final          | 4                         | 1                         | 1                         | 2                         | 3                         | 4                         |
| 2023                      | No clasificó              | No clasificó              | No clasificó              | No clasificó              | No clasificó              | No clasificó              | No clasificó              |
| 2025                      | No clasificó              | No clasificó              | No clasificó              | No clasificó              | No clasificó              | No clasificó              | No clasificó              |
| 2027                      | Por definir               | Por definir               | Por definir               | Por definir               | Por definir               | Por definir               | Por definir               |
| Total                     | 3/35                      | 10                        | 2                         | 2                         | 6                         | 9                         | 15                        |

## Selección Local

### Campeonato Africano de Naciones
| Campeonato Africano de Naciones | Campeonato Africano de Naciones | Campeonato Africano de Naciones | Campeonato Africano de Naciones | Campeonato Africano de Naciones | Campeonato Africano de Naciones | Campeonato Africano de Naciones | Campeonato Africano de Naciones |
| Año                             | Ronda                           | J                               | G                               | E                               | P                               | GF                              | GC                              |
| ------------------------------- | ------------------------------- | ------------------------------- | ------------------------------- | ------------------------------- | ------------------------------- | ------------------------------- | ------------------------------- |
| 2009                            | No clasificó                    | No clasificó                    | No clasificó                    | No clasificó                    | No clasificó                    | No clasificó                    | No clasificó                    |
| 2011                            | No clasificó                    | No clasificó                    | No clasificó                    | No clasificó                    | No clasificó                    | No clasificó                    | No clasificó                    |
| 2014                            | No participó                    | No participó                    | No participó                    | No participó                    | No participó                    | No participó                    | No participó                    |
| 2016                            | No participó                    | No participó                    | No participó                    | No participó                    | No participó                    | No participó                    | No participó                    |
| 2018                            | No clasificó                    | No clasificó                    | No clasificó                    | No clasificó                    | No clasificó                    | No clasificó                    | No clasificó                    |
| 2021                            | No clasificó                    | No clasificó                    | No clasificó                    | No clasificó                    | No clasificó                    | No clasificó                    | No clasificó                    |
| 2023                            | No clasificó                    | No clasificó                    | No clasificó                    | No clasificó                    | No clasificó                    | No clasificó                    | No clasificó                    |
| 2025                            | No clasificó                    | No clasificó                    | No clasificó                    | No clasificó                    | No clasificó                    | No clasificó                    | No clasificó                    |
| Total                           | 0/8                             | -                               | -                               | -                               | -                               | -                               | -                               |

### Copa COSAFA
| Copa COSAFA | Copa COSAFA      | Copa COSAFA | Copa COSAFA | Copa COSAFA | Copa COSAFA | Copa COSAFA | Copa COSAFA |
| Año         | Ronda            | J           | G           | E           | P           | GF          | GC          |
| ----------- | ---------------- | ----------- | ----------- | ----------- | ----------- | ----------- | ----------- |
| 1997        | Quinto lugar     | 5           | 1           | 2           | 2           | 9           | 13          |
| 1998        | Primera ronda    | 1           | 0           | 0           | 1           | 0           | 1           |
| 1999        | Primera ronda    | 2           | 0           | 1           | 1           | 2           | 3           |
| 2000        | Cuartos de final | 2           | 1           | 1           | 0           | 2           | 1           |
| 2001        | Semifinal        | 3           | 2           | 0           | 1           | 2           | 2           |
| 2002        | Subcampeón       | 4           | 2           | 0           | 2           | 4           | 5           |
| 2003        | Subcampeón       | 4           | 0           | 2           | 2           | 3           | 6           |
| 2004        | Cuartos de final | 1           | 0           | 0           | 1           | 0           | 2           |
| 2005        | Fase de grupos   | 2           | 1           | 0           | 1           | 3           | 3           |
| 2006        | Fase de grupos   | 2           | 0           | 0           | 2           | 3           | 6           |
| 2007        | Fase de grupos   | 2           | 0           | 1           | 1           | 0           | 1           |
| 2008        | Fase de grupos   | 3           | 2           | 0           | 1           | 2           | 1           |
| 2009        | Cuartos de final | 1           | 0           | 0           | 1           | 0           | 1           |
| 2010        | Cancelado        | Cancelado   | Cancelado   | Cancelado   | Cancelado   | Cancelado   | Cancelado   |
| 2013        | Cuartos de final | 2           | 0           | 1           | 1           | 3           | 4           |
| 2015        | Quinto lugar     | 3           | 1           | 2           | 0           | 3           | 2           |
| 2016        | Fase de grupos   | 3           | 2           | 0           | 1           | 4           | 1           |
| 2017        | Fase de grupos   | 3           | 0           | 2           | 1           | 0           | 2           |
| 2018        | Fase de grupos   | 3           | 0           | 2           | 1           | 1           | 2           |
| 2019        | Sexto lugar      | 6           | 3           | 3           | 0           | 10          | 5           |
| 2020        | Cancelado        | Cancelado   | Cancelado   | Cancelado   | Cancelado   | Cancelado   | Cancelado   |
| 2021        | Fase de grupos   | 4           | 0           | 2           | 2           | 4           | 7           |
| 2022        | Fase de grupos   | 3           | 1           | 1           | 1           | 4           | 3           |
| 2023        | Cuarto lugar     | 5           | 3           | 2           | 0           | 6           | 1           |
| 2024        | Se retiró        | Se retiró   | Se retiró   | Se retiró   | Se retiró   | Se retiró   | Se retiró   |
| 2025        | Fase de grupos   | 3           | 0           | 1           | 2           | 0           | 2           |
| Total       | 23/24            | 67          | 19          | 23          | 25          | 65          | 74          |

## Palmarés
- Copa CECAFA (3): 1978, 1979 y 1988.

## Récord ante otras selecciones
Actualizado al 6 de julio de 2025.
| Rival                 | J   | G   | E   | P   | GF  | GC  | GD   |
| --------------------- | --- | --- | --- | --- | --- | --- | ---- |
| Argelia               | 7   | 2   | 1   | 4   | 6   | 13  | −7   |
| Angola                | 10  | 3   | 3   | 4   | 8   | 11  | −3   |
| Bangladés             | 1   | 0   | 1   | 0   | 1   | 1   | 0    |
| Benín                 | 2   | 1   | 0   | 1   | 1   | 1   | 0    |
| Botsuana              | 26  | 12  | 9   | 5   | 48  | 22  | +26  |
| Burkina Faso          | 8   | 1   | 2   | 5   | 8   | 13  | −5   |
| Burundi               | 5   | 0   | 3   | 2   | 6   | 9   | −3   |
| Camerún               | 11  | 1   | 4   | 6   | 6   | 19  | −13  |
| Chad                  | 6   | 3   | 1   | 2   | 15  | 10  | +5   |
| Comoras               | 8   | 7   | 0   | 1   | 13  | 4   | +9   |
| Congo                 | 2   | 0   | 0   | 2   | 1   | 3   | −2   |
| Yibuti                | 4   | 4   | 0   | 0   | 17  | 1   | +16  |
| RD Congo              | 10  | 3   | 3   | 4   | 8   | 9   | −1   |
| Egipto                | 12  | 3   | 2   | 7   | 8   | 20  | −12  |
| Eritrea               | 1   | 1   | 0   | 0   | 3   | 2   | +1   |
| Etiopía               | 14  | 4   | 7   | 3   | 13  | 14  | -1   |
| Gabón                 | 1   | 1   | 0   | 0   | 2   | 0   | +2   |
| Ghana                 | 7   | 0   | 1   | 6   | 0   | 18  | −18  |
| Guinea                | 9   | 1   | 4   | 4   | 9   | 13  | −4   |
| Guinea Ecuatorial     | 1   | 0   | 0   | 1   | 0   | 1   | −1   |
| Costa de Marfil       | 6   | 1   | 1   | 4   | 7   | 12  | −5   |
| Kenia                 | 47  | 19  | 18  | 10  | 61  | 46  | +15  |
| Lesoto                | 24  | 13  | 6   | 5   | 46  | 16  | +30  |
| Liberia               | 4   | 1   | 1   | 2   | 1   | 2   | −1   |
| Libia                 | 3   | 0   | 1   | 2   | 3   | 5   | −2   |
| Madagascar            | 10  | 2   | 1   | 7   | 12  | 21  | −9   |
| Malí                  | 5   | 1   | 1   | 3   | 5   | 8   | −3   |
| Mauricio              | 21  | 12  | 5   | 4   | 33  | 19  | +14  |
| Marruecos             | 11  | 1   | 3   | 7   | 4   | 17  | −13  |
| Mozambique            | 37  | 13  | 14  | 10  | 37  | 34  | +3   |
| Namibia               | 18  | 4   | 5   | 9   | 16  | 22  | −6   |
| Nigeria               | 8   | 0   | 2   | 6   | 9   | 20  | −11  |
| Reunión               | 1   | 1   | 0   | 0   | 8   | 2   | +6   |
| Ruanda                | 9   | 5   | 2   | 2   | 16  | 9   | +7   |
| Santo Tomé y Príncipe | 1   | 1   | 0   | 0   | 3   | 1   | +2   |
| Senegal               | 7   | 1   | 1   | 5   | 7   | 14  | −7   |
| Seychelles            | 2   | 2   | 0   | 0   | 5   | 0   | +5   |
| Sierra Leona          | 4   | 3   | 1   | 0   | 14  | 5   | +9   |
| Somalia               | 3   | 3   | 0   | 0   | 6   | 2   | +4   |
| Sudáfrica             | 16  | 2   | 4   | 10  | 6   | 22  | −16  |
| Sudán                 | 3   | 2   | 1   | 0   | 6   | 1   | +5   |
| Sudán del Sur         | 3   | 2   | 0   | 1   | 2   | 2   | 0    |
| Suazilandia           | 26  | 11  | 10  | 5   | 40  | 21  | +19  |
| Tanzania              | 56  | 17  | 25  | 14  | 62  | 54  | +8   |
| Togo                  | 3   | 2   | 1   | 0   | 3   | 1   | +2   |
| Túnez                 | 9   | 2   | 3   | 4   | 8   | 19  | −11  |
| Uganda                | 32  | 9   | 9   | 14  | 33  | 39  | −6   |
| Yemen                 | 1   | 0   | 0   | 1   | 0   | 1   | −1   |
| Zambia                | 81  | 20  | 17  | 44  | 69  | 171 | −102 |
| Zanzíbar              | 15  | 12  | 2   | 1   | 34  | 10  | +24  |
| Zimbabue              | 67  | 19  | 23  | 25  | 64  | 85  | −21  |
| Total                 | 678 | 228 | 198 | 252 | 793 | 865 | −72  |